# Copa FGF de 2007
A 4.ª Copa FGF também denominada Copa Paulo Rogério Amoretty, em homenagem ao ex-dirigente do Internacional, morto no trágico acidente aéreo da TAM em Congonhas (SP), se iniciou em 22 de agosto de 2007 e teve fim no dia 2 de dezembro do mesmo ano tendo o Caxias como campeão.

## Participantes
As seguintes equipes inscritas começaram a competição:
| Grupo 1 - Grêmio * (Porto Alegre) - Garibaldi (Garibaldi) - Aimoré (São Leopoldo) - Brasil (Pelotas) - Caxias (Caxias do Sul) - Lajeadense (Lajeado) - Esportivo ** (Bento Gonçalves) - São José (Porto Alegre) - Ypiranga (Erechim) |  | Grupo 2 - Internacional * (Porto Alegre) - Cerâmica*** (Gravataí) - Cruzeiro (Porto Alegre) - Brasil (Farroupilha) - Guarany (Bagé) - Juventude * (Caxias do Sul) - São Gabriel (São Gabriel) - Ulbra ** (Canoas) |

* Grêmio, Internacional e Juventude como participam do Campeonato Brasileiro Série A não podem participar com suas equipes titulares então usam as equipes juniores.
** Ulbra e Esportivo participaram do Campeonato Brasileiro Série C e usaram suas equipes reservas e mistas.
*** A Equipe do Cerâmica da cidade de Gravataí, disputa pela primeira vez um torneio oficial: a equipe era amadora até então.

## Tabela

### Chave 1
| Classificação – Chave 1 | Classificação – Chave 1 | Classificação – Chave 1 | Classificação – Chave 1 | Classificação – Chave 1 | Classificação – Chave 1 | Classificação – Chave 1 | Classificação – Chave 1 | Classificação – Chave 1 | Classificação – Chave 1 |
| Time | Time                    | PG                      | J                       | V                       | E                       | D                       | GP                      | GC                      |                         |
| --- | ----------------------- | ----------------------- | ----------------------- | ----------------------- | ----------------------- | ----------------------- | ----------------------- | ----------------------- | ----------------------- |
| 1 | Brasil-Pe               | 34                      | 16                      | 10                      | 4                       | 2                       | 29                      | 15                      |                         |
| 2 | Caxias                  | 32                      | 16                      | 9                       | 5                       | 2                       | 33                      | 18                      |                         |
| 3 | Ypiranga                | 29                      | 16                      | 9                       | 2                       | 5                       | 22                      | 16                      |                         |
| 4 | Grêmio                  | 26                      | 16                      | 7                       | 5                       | 4                       | 25                      | 17                      |                         |
| 5 | Garibaldi               | 25                      | 16                      | 8                       | 1                       | 7                       | 26                      | 27                      |                         |
| 6 | Aimoré                  | 18                      | 16                      | 5                       | 3                       | 8                       | 16                      | 23                      |                         |
| 7 | Esportivo               | 18                      | 16                      | 5                       | 3                       | 8                       | 17                      | 22                      |                         |
| 8 | Lajeadense              | 11                      | 16                      | 3                       | 2                       | 11                      | 13                      | 27                      |                         |
| 9 | São José                | 5                       | 16                      | 0                       | 5                       | 11                      | 18                      | 33                      |                         |
| PG - pontos ganhos; J - jogos; V - vitórias; E - empates; D - derrotas; GP - gols pró; GC - gols contra; SG - saldo de gols |                         |                         |                         |                         |                         |                         |                         |                         |                         |

### Chave 2
| Classificação – Chave 2 | Classificação – Chave 2 | Classificação – Chave 2 | Classificação – Chave 2 | Classificação – Chave 2 | Classificação – Chave 2 | Classificação – Chave 2 | Classificação – Chave 2 | Classificação – Chave 2 | Classificação – Chave 2 |
| Time | Time                    | PG                      | J                       | V                       | E                       | D                       | GP                      | GC                      |                         |
| --- | ----------------------- | ----------------------- | ----------------------- | ----------------------- | ----------------------- | ----------------------- | ----------------------- | ----------------------- | ----------------------- |
| 1 | Juventude               | 25                      | 14                      | 8                       | 1                       | 5                       | 26                      | 16                      |                         |
| 2 | Guarany-BA              | 23                      | 14                      | 6                       | 5                       | 3                       | 18                      | 15                      |                         |
| 3 | Internacional           | 22                      | 14                      | 6                       | 4                       | 4                       | 17                      | 12                      |                         |
| 4 | Cruzeiro                | 20                      | 14                      | 6                       | 2                       | 6                       | 20                      | 16                      |                         |
| 5 | Brasil-FAR              | 20                      | 14                      | 5                       | 5                       | 4                       | 26                      | 21                      |                         |
| 6 | Ulbra                   | 18                      | 14                      | 5                       | 3                       | 6                       | 25                      | 28                      |                         |
| 7 | Cerâmica                | 15                      | 14                      | 5                       | 0                       | 9                       | 12                      | 22                      |                         |
| 8 | São Gabriel             | 13                      | 14                      | 3                       | 4                       | 7                       | 8                       | 22                      |                         |
| PG - pontos ganhos; J - jogos; V - vitórias; E - empates; D - derrotas; GP - gols pró; GC - gols contra; SG - saldo de gols |                         |                         |                         |                         |                         |                         |                         |                         |                         |

## Tabela da 2ª Fase

### Confrontos
|  | Quartas de final | Quartas de final | Quartas de final | Quartas de final |               |          | Semifinais | Semifinais | Semifinais |  |            | Final | Final | Final |
|  |                  |                  |                  |                  |               |          |            |            |            |  |            |       |       |       |
|  | 1                | Cruzeiro         | 0                | 0                |               |          |            |            |            |  |            |       |       |       |
|  | 8                | Brasil-PEL       | 0                | 1                |               |          |            |            |            |  |            |       |       |       |
|  | 8                | Brasil-PEL       | 0                | 1                |               | Ypiranga | 2          | 0          |            |  |            |       |       |       |
|  |                  |                  |                  |                  |               | Ypiranga | 2          | 0          |            |  |            |       |       |       |
|  |                  | Brasil-PEL       | 0                | 3                |               |          |            |            |            |  |            |       |       |       |
|  | 4                | Brasil-PEL       | 0                | 3                | Internacional | 0        | 1          |            |            |  |            |       |       |       |
|  | 4                |                  |                  |                  | Internacional | 0        | 1          |            |            |  |            |       |       |       |
|  | 5                | Caxias           | 0                | 2                |               |          |            |            |            |  |            |       |       |       |
|  | 5                | Caxias           | 0                | 2                |               |          |            |            |            |  | Brasil-PEL | 1     | 0 (2) |       |
|  |                  |                  |                  |                  |               |          |            |            |            |  | Brasil-PEL | 1     | 0 (2) |       |
|  |                  | Caxias           | 0                | 1 (4)            |               |          |            |            |            |  |            |       |       |       |
|  | 3                | Caxias           | 0                | 1 (4)            | Guarany-BA    | 1        | 1          |            |            |  |            |       |       |       |
|  | 3                |                  |                  |                  | Guarany-BA    | 1        | 1          |            |            |  |            |       |       |       |
|  | 6                | Ypiranga         | 2                | 2                |               |          |            |            |            |  |            |       |       |       |
|  | 6                | Ypiranga         | 2                | 2                |               | Grêmio   | 0          | 0          |            |  |            |       |       |       |
|  |                  |                  |                  |                  |               | Grêmio   | 0          | 0          |            |  |            |       |       |       |
|  |                  | Caxias           | 0                | 1                |               |          |            |            |            |  |            |       |       |       |
|  | 2                | Caxias           | 0                | 1                | Juventude     | 1        | 2          |            |            |  |            |       |       |       |
|  | 2                |                  |                  |                  | Juventude     | 1        | 2          |            |            |  |            |       |       |       |
|  | 7                | Grêmio           | 3                | 1                |               |          |            |            |            |  |            |       |       |       |
|  | 7                | Grêmio           | 3                | 1                |               |          |            |            |            |  |            |       |       |       |

## Campeão
| Copa Paulo Rogério Amoretty |
| --------------------------- |
| Caxias 1º Título            |